# Campeonato de Oceanía de Judo de 2003
El XIX Campeonato de Oceanía de Judo se celebró en Suva (Fiyi) en 2003 bajo la organización de la Unión de Judo de Oceanía.
En total se disputaron dieciséis pruebas diferentes, ocho masculinas y ocho femeninas.

## Resultados

### Masculino
| Evento            | Oro                       | Plata                            | Bronce                                                  |
| ----------------- | ------------------------- | -------------------------------- | ------------------------------------------------------- |
| –60 kg            | Frankie Serrano Australia | Scott Fernandis Australia        | Steven Giudice Australia Numa Keneke Papúa Nueva Guinea |
| –66 kg            | Heath Young Australia     | Joshua Cook Australia            | Benjamin Donegan Australia Atunaisa Delai Fiyi          |
| –73 kg            | Dennis Iverson Australia  | Andrew Collett Australia         | Ozcan Ozcan Australia Akapei Latu Tonga                 |
| –81 kg            | Daniel Kelly Australia    | Morgan Endicott-Davies Australia | Priscus Fogagnolo Australia Jamie Lynch Australia       |
| –90 kg            | Gavin Kelly Australia     | Dane Picken Australia            | Akuila Nagadru Fiyi Shaun Calder Nueva Zelanda          |
| –100 kg           | Martin Kelly Australia    | Matt Celotti Australia           | Sydney Manuka Nueva Zelanda Nemani Takayawa Fiyi        |
| +100 kg           | Nacanieli Qerewaqa Fiyi   | Brett Boxhall Australia          | Terry Frankcombe Australia                              |
| Categoría abierta | Nemani Takayawa Fiyi      | Priscus Fogagnolo Australia      | Gavin Kelly Australia Nacanieli Qerewaqa Fiyi           |

### Femenino
| Evento            | Oro                       | Plata                        | Bronce                                             |
| ----------------- | ------------------------- | ---------------------------- | -------------------------------------------------- |
| –48 kg            | Julia Serrano Australia   | Mereani Naioba Fiyi          | —                                                  |
| –52 kg            | Emily Bensted Australia   | Kelly Fong Australia         | Veniana Tuibulia Fiyi Sonya Chervonsky Australia   |
| –57 kg            | Mária Pekli Australia     | Carli Renzi Australia        | Sharon Taylor Australia Elina Nasaudrodro Fiyi     |
| –63 kg            | Belinda Giudice Australia | Carly Dixon Australia        | Allison Newham Australia Katherine Brown Australia |
| –70 kg            | Sisilia Nasiga Fiyi       | Stephanie Topp Australia     | Janelle Shepherd Australia Sarah Donegan Australia |
| –78 kg            | Laisa Laveti Fiyi         | Rebecca Finlay Nueva Zelanda | Jeaneen Steel Australia Sophia Dennis Australia    |
| +78 kg            | Ana Navira Fiyi           | Sisilia Lewamoqe Fiyi        | Jessica Malone Australia                           |
| Categoría abierta | Sisilia Nasiga Fiyi       | Jessica Malone Australia     | Usenia Naulu Fiyi Sisilia Lewamoqe Fiyi            |

## Medallero
| Núm. | País               | Oro | Plata | Bronce | Total |
| ---- | ------------------ | --- | ----- | ------ | ----- |
| 1    | Australia          | 10  | 13    | 16     | 39    |
| 2    | Fiyi               | 6   | 2     | 8      | 16    |
| 3    | Nueva Zelanda      | 0   | 1     | 2      | 3     |
| 4    | Papúa Nueva Guinea | 0   | 0     | 1      | 1     |
| 4    | Tonga              | 0   | 0     | 1      | 1     |
|      | TOTAL              | 16  | 16    | 28     | 60    |